# If You Belong to Me
If You Belong to Me è una canzone della rock band Toto secondo singolo estratto dall'album Tambu.

## Informazioni
Il brano fu scritto da David Paich, Steve Lukather e Stan Lynch, in quanto a vendite non ebbe lo stesso successo del precedente I Will Remember, ma ebbe un buon successo commerciale, tanto da posizionarsi sessantaseiesimo nella Official Singles Chart. Il brano è una ballad un po' più velocizzata, come ospite nella registrazione troviamo Michael Fisher, nel ruolo di percussioni aggiuntive, del brano non fu girato il videoclip.

## Tracce
1. If You Belong to Me
2. Don't Stop Me Now

## Formazione
- Steve Lukather - chitarra e voce primaria
- Jenny Douglas Mc-Rae - voce secondaria
- John James - voce secondaria
- David Paich - tastiera e voce secondaria
- Steve Porcaro - tastiera
- Mike Porcaro - basso elettrico
- Simon Phillips - percussioni
- Michael Fisher - percussioni